# Curopos
Curopos é uma povoação portuguesa do Município de Vinhais que foi sede da extinta Freguesia de Curopos, freguesia que tinha 21,56 km² de área e 212 habitantes (2011), e, por isso, uma densidade populacional de 9,8 hab./km².
A Freguesia de Curopos foi extinta  (agregada), a partir de 29 de Setembro de 2014, tendo o seu território passado a fazer parte integrante da então criada União de Freguesias de Curopos e Vale de Janeiro.

## População
| População da Freguesia de Curopos | População da Freguesia de Curopos | População da Freguesia de Curopos | População da Freguesia de Curopos | População da Freguesia de Curopos | População da Freguesia de Curopos | População da Freguesia de Curopos | População da Freguesia de Curopos | População da Freguesia de Curopos | População da Freguesia de Curopos | População da Freguesia de Curopos | População da Freguesia de Curopos | População da Freguesia de Curopos | População da Freguesia de Curopos | População da Freguesia de Curopos |
| --------------------------------- | --------------------------------- | --------------------------------- | --------------------------------- | --------------------------------- | --------------------------------- | --------------------------------- | --------------------------------- | --------------------------------- | --------------------------------- | --------------------------------- | --------------------------------- | --------------------------------- | --------------------------------- | --------------------------------- |
| 1864                              | 1878                              | 1890                              | 1900                              | 1911                              | 1920                              | 1930                              | 1940                              | 1950                              | 1960                              | 1970                              | 1981                              | 1991                              | 2001                              | 2011                              |
| 659                               | 689                               | 641                               | 586                               | 566                               | 546                               | 589                               | 573                               | 646                               | 738                               | 529                               | 469                               | 340                               | 278                               | 212                               |

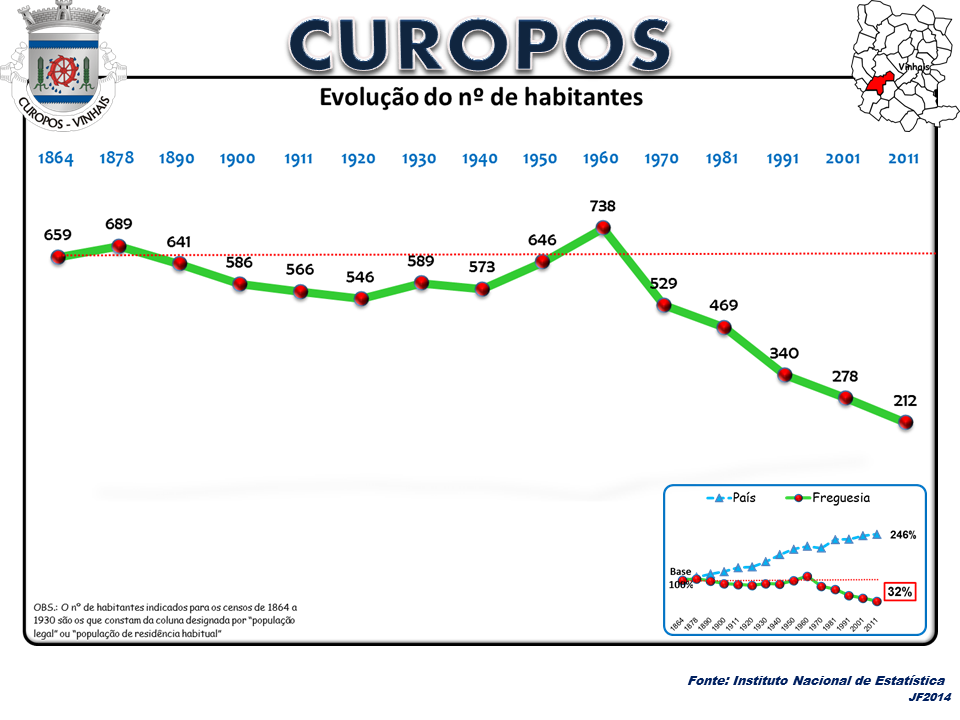
Evolução da População 1864 / 2011
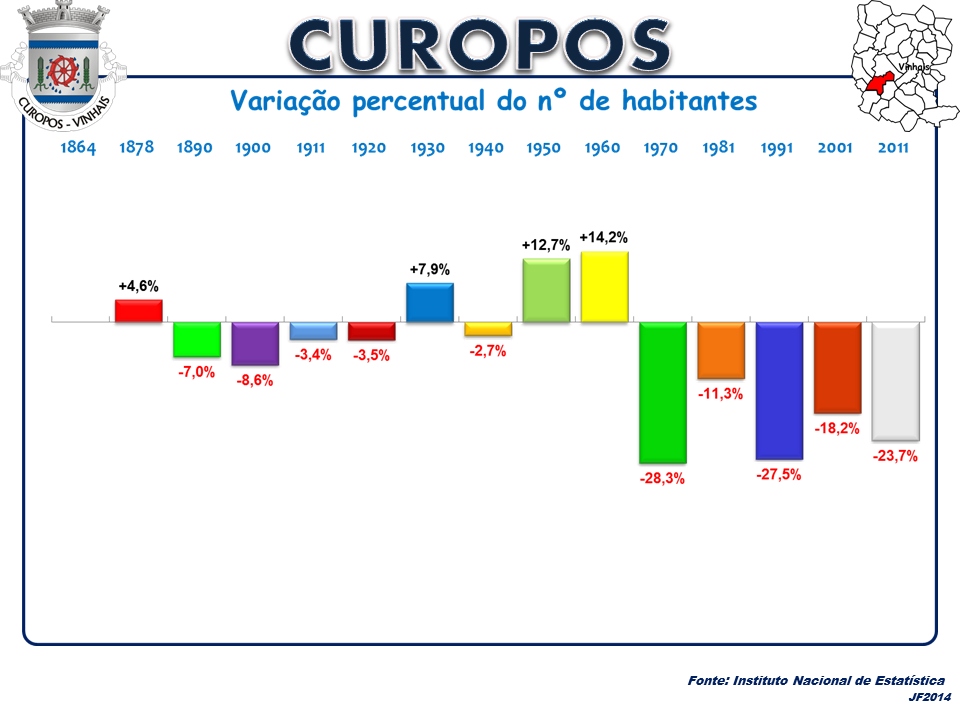
Variação da População 1864 / 2011
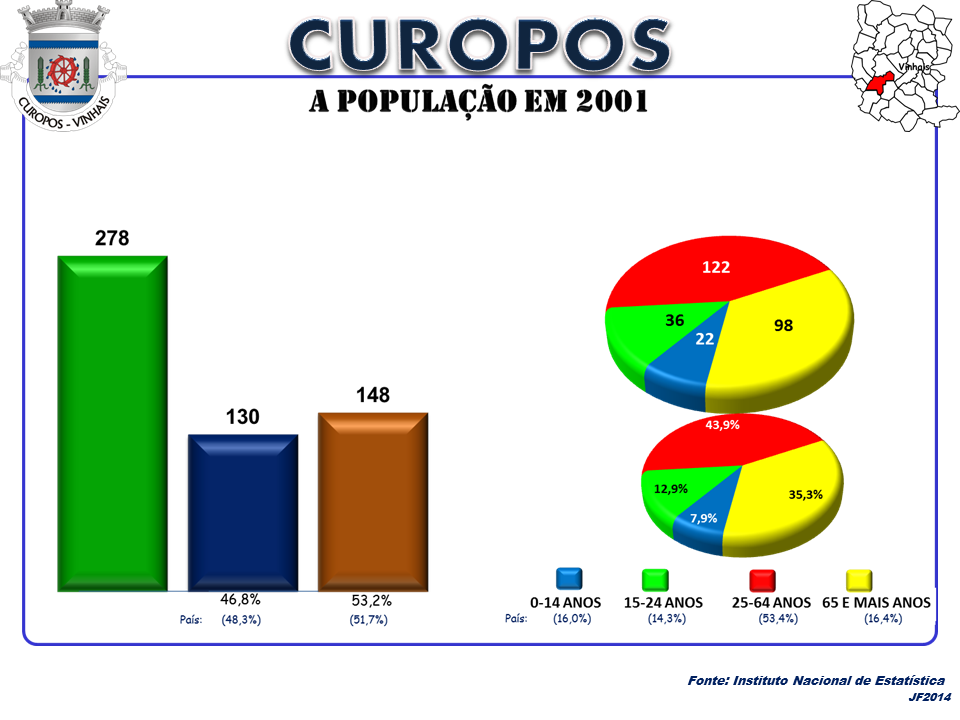
A População em 2001
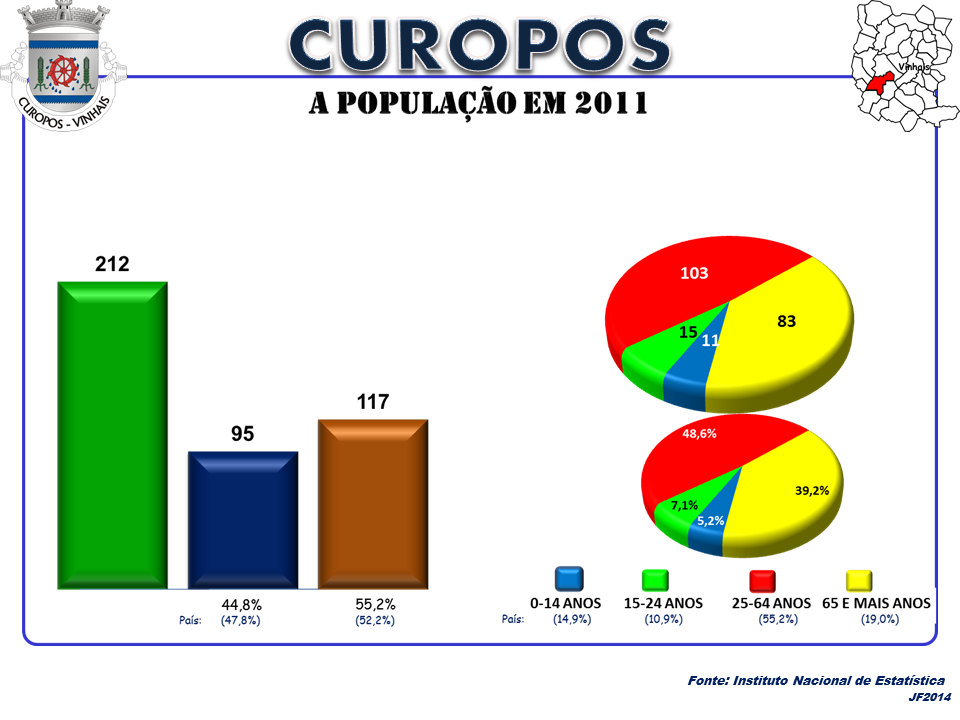
A População em 2011

## Património
- Igreja Paroquial de Curópos;
- Igreja Filial de Valpaço;
- Capela de Curópos.

## Localização
A freguesia de Curopos ficava situada num planalto, entre o rio Rabaçal e Tuela, a cerca de 15 quilómetros da sede do município, e 48 quilómetros da cidade de Bragança. Era formada pelas aldeias de Valpaço, Curopos e Palas. Confinava com as seguintes freguesias: a Nascente, com Alvaredos e Vale de Janeiro; a Sul, com Vale das Fontes e Rebordelo; a Poente, (Rio Rabaçal) com Vilar de Lomba e Edral; a Norte, com Candedo.
Em termos viários era atravessada pela EN 103 (Bragança-Viana do Castelo), e era servida por autocarros da Auto-Viação do Tâmega, nos percursos Vinhais-Chaves (ida e volta), Vinhais-Mirandela (ida e volta) e expressos Vinhais-Lisboa (ida e volta).

## História e cultura
O seu povoamento remonta a épocas muito recuadas. Valpaço e Palas possuem lendas de mouras encantadas e tesouros escondidos nas “palas” – grutas naturais debaixo de grandes rochas que servem também de abrigo, com destaque para as do Alto do Atalho, que se situam perto das ruínas da Quinta de Simonde.
O nome de Valpaço aparece pela primeira vez nas Inquirições de 1258, não como paróquia, mas como detentora de uma igreja. Foi curato da apresentação dos abades de Candedo e de Rebordelo, alternadamente.
O pão de Curopos com três cantos é característico e conhecido como “Três Têtos”.
Em Curopos é reconhecido o célebre dito do maestro da banda de música de há mais de 50 (hoje não existe): “Ao começar e acabar, todos ao mesmo tempo, pelo meio, cada um toca como quer”.